# Pohjanmaa (fartyg)
Minfartyget Pohjanmaa var den finska marinens flaggskepp. Fartyget fungerade även som skolfartyg för de finländska sjökadetterna från sjökrigsskolan. Fartyget byggdes på Wärtsiläs Helsingforsvarvet i  Helsingfors och togs i bruk år 1979. Pohjanmaa moderniserades mellan åren 1997 och 1998 varvid navigerings-, min- och artillerisystemen förnyades. År 2007 ändrades färgschemat från camouflage till ljusgrå, den bakersta 40mm kanonen togs också bort då den hade begränsade skjutmöjligheter och då gavs plats för en modernare hydraulisk lyftkran till en modernare livbåt. Fartyget såldes 2016. 
Fartygets hemmahamn var Vasa (i Österbotten). Pohjanmaa tillhör den 5. Minflottiljen som är baserad vid Obbnäs, ca 50 km väster om Helsingfors.

## Fartyg av klassen
- Pohjanmaa (01)

## Om namnet
Pohjanmaa är det finska namnet på landskapet och länet Österbotten. Namnet har tidigare använts av Pojama -klassen.